# Julius Otto Thate
Julius Otto Thate (Veldwijk, 26 november 1908 – 1 augustus 1996) was een Nederlands burgemeester.
Hij werd geboren als zoon van Wilhelm Julius Thate (1877-1962; grondeigenaar) en Sara Crol (1878-1972). J.O. Thate is afgestudeerd in de rechten en was advocaat voor hij eind 1940 benoemd werd tot burgemeester van Gorssel. In 1944 werd hij ontslagen maar na de bevrijding keerde hij daar terug. In december 1973 ging Thate met pensioen en in 1996 overleed hij op 87-jarige leeftijd.